# Список членов Сената Олий Мажлиса Узбекистана (2015—2020)
Список членов Сената Олий Мажлиса Узбекистана «третьего созыва» состоит из имён представителей вилоятов, Республики Каракалпакстан и города Ташкента, избранных в соответствии с конституционным законом от 12 декабря 2002 года № 432-II «О Сенате Олий Мажлиса Республики Узбекистан».

## Структура Сената
По шесть членов Сената были избраны тайным голосованием из числа депутатов органов представительной власти от Республики Каракалпакстан, двенадцати вилоятов и города Ташкента, на выборах прошедших 13 — 14 января 2015 года, ещё шестнадцать членов Сената были назначены указом Президента 20 января 2015 года.

## Руководство Сената[2]
- Председатель Сената — Танзила Камаловна Нарбаева
- Первый заместитель Председателя Сената — Садык Салихович Сафаев
- Заместитель Председателя Сената — Светлана Баймирзаевна Артикова
- Заместитель Председателя Сената, Председатель Жокаргы Кенеса Республики Каракалпакстан — Муса Тажетдинович Ерниязов
- Председатель Комитета по вопросам международных отношений, внешнеэкономических связей, иностранных инвестиций и туризма — Алишер Анварович Курманов
- Председатель Комитета по вопросам бюджета и экономических реформам — Мухамет Рузимович Джумагалдиев
- Председатель Комитета по судебно-правовым вопросам и противодействию коррупции — Батир Джолдасович Матмуратов
- Председатель Комитета по вопросам обороны и безопасности — Фаррух Саидахмедович Дадаходжаев
- Председатель Комитета по вопросам науки, образования и здравоохранения — Зайниддин Махаматович Низамходжаев
- Председатель Комитета по аграрным, водохозяйственным вопросам и экологии — Тажиев, Баходыр Садуллаевич
- Председатель Комитета по вопросам молодежи, культуры и спорта, Председатель Комиссии Сената по регламенту и этике — Икболжон Мирзакаримович Мирзаалиев

## Назначенные Президентом Узбекистана
1. Алимова, Гавхар Зайировна
2. Аллиярова, Айсанем Жолдасбаевна
3. Артыкова, Светлана Баймирзаевна
4. Зуфаров, Махамаджан Заирович
5. Иноятов, Рустам Расулович[3]
6. Камилов, Халиджан Махамаджанович
7. Куранбаев, Кахрамон Кучкарович[4]
8. Мирзаалиев, Икболжон Мирзакаримович
9. Рахманкулов, Миракбар Ходжиакбарович
10. Салихов, Шавкат Исмаилович
11. Санакулов, Кувондик Санакулович
12. Сафаев, Садык Салихович
13. Тян, Валерий Николаевич
14. Усманов, Мираброр Зуфарович
15. Фарманов, Александр Касымович
16. Юлдашев, Нигматилла Тулкинович[5]
17. Абдуллаев, Ихтиёр Бахтиёрович[6]

## Республика Каракалпакстан
1. Аннакличева, Гулистан Ахмедовна
2. Атаниязова, Орал Аминовна
3. Ерниязов, Муса Тажетдинович
4. Матмуратов, Батыр Джолдасович
5. Хожаниязов, Гайратдин
6. Эрманов, Фархад Уразбаевич

## Ташкент
1. Гаибназаров, Боходир Рыхсиалиевич
2. Дадаходжаев, Фаррух Саидахмедович
3. Низамходжаев, Зайниддин Махаматович
4. Усманов, Рахмонбек Джахонгирович
5. Хикматов, Хайрулла Хикматович
6. Шин, Агрепина Васильевна

## Андижанский вилоят
1. Абдурахманов, Шухратбек Кушакбаевич
2. Мадумаров, Толибжон Абдумаликович
3. Маматкулов, Шукуржон
4. Тугрунов, Айбек Аширович
5. Эргашев, Авазхон Якубжонович
6. Юлдашева, Тожибар Уктамовна

## Бухарский вилоят
1. Бахронов, Тохир Саидович
2. Латипов, Азим Шукурович
3. Мавлонов, Шавкат Тешаевич
4. Останов, Раззок Маризаевич
5. Тураев, Рустам Худайберганович
6. Эсанов, Мухиддин Турдиевич

## Джизакский вилоят
1. Бабабеков, Абдусаттар Рахманович
2. Искандаров, Тургун Хасанович
3. Исмаилов, Сайфиддин Умарович
4. Тилабов, Азим Искандарович
5. Тураева, Гулнора Мамадалиевна
6. Эшматов, Анорбой Аббасович

## Кашкадарьинский вилоят
1. Абдиев, Суюн Мажитович
2. Абраров, Исломиддин Джамолович
3. Базаров, Абдимурат
4. Оманов, Абдушкур Овчиевич
5. Рузиев, Зафар Шаропович
6. Холбоев, Нормумин Яхшиевич

## Навоийский вилоят
1. Менликулов, Алим Кушенович
2. Сатторова, Гулчехра Хайитовна
3. Турсунов, Кобул Бекназарович
4. Умаров, Фахритдин Саматович
5. Уроков, Исомидин Барноевич

## Наманганский вилоят
1. Бозаров, Хайрулло Хайитбаевич
2. Каимов, Носиржон Закиржанович
3. Максудов, Мухаммаджон
4. Маткаримов, Пахридин Жураевич
5. Муминов, Солижон Джалилович
6. Юсупов, Баходир Турсунович

## Самаркандский вилоят
1. Бердиева, Зайнаб Файзиллаевна
2. Джураев, Абдумумин Суннатович
3. Кабулниязов, Ёлкин Шукруллаевич
4. Мирзаев, Зоир Тоирович
5. Джураев, Туроб Икрамович
6. Раббимова, Нигора Исаевна
7. Садыков, Норкул Саидович

## Сырдарьинский вилоят
1. Мирзаев, Гафурджан
2. Каратаев, Икрам Ташпулатович
3. Кудратов, Арипжан Нормаматович
4. Кудратов, Исроил Турсунбаевич
5. Чинибеков, Хуснитдин Кучкарович
6. Шаимов, Мирзахмат Исматович

## Сурхандарьинский вилоят
1. Арипова, Шохида Рахматовна
2. Турдимов, Эркинжон Окбутаевич
3. Артыков, Бахтияр Бегимкулович
4. Умидов, Шокиржон Уралович
5. Хайдаров, Мамат Эшкулович
6. Хидиров, Очилди Гулатович

## Ташкентский вилоят
1. Баратова, Сайёра Рахматовна
2. Варисова, Максуда Азизовна
3. Насиров, Ренат Усманович
4. Норбутаев, Равшан Мамараимович
5. Пирматов, Рашид Хусанович
6. Бабаев, Шукрулла Хайруллаевич

## Ферганский вилоят
1. Бутаев, Абдурашид Якубович
2. Ганиев, Шухрат Мадаминович
3. Кавланова, Камила Анваровна
4. Мажидов, Рустамали Ахмадалиевич
5. Сидыкова, Энахон Абдурахимовна
6. Юлдашев, Шарипджон

## Хорезмский вилоят
1. Абдикаримова, Сайёра Сапаевна
2. Собиров, Илгизар Матякубович
3. Бободжонов, Пулат Раззакович
4. Курбанов, Уктамбой Кучкорович
5. Ражабов, Шарипбой
6. Рузметов, Эгамберган
7. Тажиев, Баходыр Садуллаевич[7]